# Ægget er skørt!
Ægget er skørt! er en svensk komediefilm fra 1975 skrevet og instrueret af Hans Alfredson. Den fik premiere den 17. marts 1975.
Filmen vandt en Guldbagge for bedste instruktør (Alfredson).

## Handling
En rig fabriksdirektør undertrykker sin kone og søn. Dette får sønnen til at tage sagen i egen hånd og han forsøger en dag at myrde sin far. Men det glipper, og faderen beslutter sig for at lære sin søn en lektie, på den mest ekstreme måde.

## Medvirkende
- Max von Sydow som faderen
- Gösta Ekman som sønnen
- Birgitta Andersson som moderen
- Anna Godenius som pige
- Hans Alfredson som vagabond
- Jim Hughes som amerikaner
- Stig Ossian Ericson som arbejder
- Meg Westergren som dame i reklamefilm
- Börje Ahlstedt som mand i reklamefilm
- Tage Danielsson som Engman